# Hongeun-dong
Hongeun-dong (koreanska: 홍은동) är en stadsdel i stadsdistriktet Seodaemun-gu i Sydkoreas huvudstad Seoul.

## Indelning
Administrativt är Hongeun-dong indelat i:
| Namn    | Namn               | Yta km² | Invånare 31 dec 2020 |
| ------- | ------------------ | ------- | -------------------- |
| 홍은1동 | Hongeun 1(il)-dong | 1,58    | 23 266               |
| 홍은2동 | Hongeun 2(i)-dong  | 2,06    | 27 734               |